# Arbovirus
Gli arbovirus (dall'inglese arthropod-borne viruses) sono un vasto gruppo di virus appartenenti a famiglie diverse, che possono accrescersi sia negli artropodi che nei vertebrati, raggruppati con un criterio di classificazione ormai datato: sono i responsabili di zoonosi, trasmesse occasionalmente agli uomini da artropodi vettori tramite una puntura. Si tratta di virus ad RNA, appartenenti a diverse famiglie.
Normalmente sono virus che sono trasmessi in natura senza comprendere l'uomo e, solo saltuariamente, lo infettano, solitamente restando asintomatici anche se sono possibili casi clinici gravi. Le arbovirosi fanno parte della più complessa categoria delle zoonosi, che comprende le malattie di origine virale, batterica, protozoica e metazoica, trasmesse da animali (quindi non solo artropodi, ma anche roditori e altri mammiferi). Esistono più di 500 virus zoonotici, dei quali circa 1/4 può infettare l'uomo.
Queste patologie vengono più precisamente sistematizzate nel gruppo delle ectoparassitosi: gi ectoparassiti sono agenti infettivi che richiedono l'interazione con la superficie esterna di un ospite. Questa interazione può durare solo il tempo di una puntura (pasto di sangue), oppure può durare molto di più con permanenza dell'agente sulla cute per settimane, mesi o persino anni.

## Eziologia
Gli artropodi interessati possono essere: l'ape, la vespa, la blatta, la cimice, la formica, la mosca, il pappataci o flebotomo, il tafano, il pidocchio, la pulce, il ragno, lo scorpione, la zecca.
Gli arthropode-borne virus infettano i loro vettori dopo un'ingestione di sangue di un vertebrato viremico. Il virus oltrepassa quindi l'intestino e si diffonde a tutto l'organismo (dell'artropode). A questo punto l'artropode può passare la malattia pungendo un altro vertebrato.
Nelle classificazioni attuali le arbovirosi sono spesso inglobate tra le zoonosi virali dividendole tra arthropode-borne virus e rodent-borne virus.
I rodent-borne virus sono mantenuti in natura da un'infezione cronica trasmessa tra roditori. Sono composti principalmente dai mammarenavirus (che comprendono gli agenti della coriomeningite linfocitica e delle febbri emorragiche argentina, venezuelana,boliviana e brasiliana, nonché della febbre di Lassa) e da un sottotipo dell'alphavirus che trasmette la encefalite equina venezuelana (che è sia rodent che artropode borne virus).
La puntura di un artropode non è l'unica modalità di contagio, è possibile anche l'inalazione, il passaggio transcongiuntivale (dopo contatto con secreti infetti).

## Modalità di trasmissione
- Un virus
- Un vettore artropode: il virus normalmente si replica nel vettore ma, solitamente, non lo danneggia.
- Un vertebrato ospite: il virus normalmente è mantenuto in un vertebrato ospite il quale ha una viremia persistente e funge come reservoir. Solitamente l'infezione del reservoir non è grave. Se l'infezione viene trasmessa ad altri ospiti (quindi all'uomo come nelle arbovirosi), questo si chiama dead-end host. È infatti solitamente incapace di passare il virus ad altri animali tramite il pasto di sangue di un vettore. Questo è il caso dell'uomo con la sola eccezione di due malattie (dengue e febbre gialla).

## Patologie trasmesse
La maggior parte di queste malattie é presente in zone con climi tropicali ed in un ambienti rurali ove vi sia un'elevata convivenza tra uomo ed animali, ma si trovano anche nei climi temperati o freddi.
Zoonosi da arbovirus sono: 
- Febbre emorragica boliviana (Argentina, Boliviana, Venezuelana, Brasiliana, Febbre di Lassa
- febbri da flavivirus trasmesse da zecche (Kyasanur Forest Desease e Febbre emorragica di Omsk)
- Infezione da Borna virus
- Febbre gialla
- Colorado Tick fever
- Sandfly fever
- Febbre della Rift Valley
- Dengue
- Febbre emorragica Congo-Crimea
- Febbre dell'Oropouche

## Clinica
Normalmente le sindromi associate a questi virus vengono distinte in 4 sindromi:
1. febbre con o senza rash con o senza poliartrite: è il gruppo più comune. Generalmente inizia con febbre, mialgia, astenia, anche artralgie. L'anoressia è molto comune. Tipicamente si ha iniezione congiuntivale e dolorabilità muscolare. Si può confondere con forme influenzali anche se mancano generalmente la coriza e la tosse. esempi tipici sono: Febbre da zecche del colorado (Colorado tick fever), Febbre da flebotomi o pappataci (sandfly fever), Rift valley fever, Chikungunya fever, O'nyong-nyong fever, Mayaro virus, Sindbis virus (anche chiamata Karelian fever o Pogosta fever od Okelbo fever).
2. infezione polmonare: la forma più tipica e la Polmonite da Hantavirus.  In realtà non rientrerebbe tra gli arbovirus in quanto il reservoir è un roditore (quindi a priori sarebbe una zoonosi da rodent-borne virus).
3. encefalite: generalmente compare nei mesi caldi. La possibilità di giungere a una diagnosi di encefalite da arbovirus dipende generalmente dal sospetto clinico in tutti i pazienti febbrili con sintomi riconducibili a disturbi del SNC.
4. febbre emorragica: generalmente si ha un rialzo febbrile iniziale, mialgie, iniezione congiuntivale, prostrazione.  Dopo pochi giorni compaiono ipotensione, petecchie, emoconcentrazione. Il quadro clinico può evolvere con shock e sanguinamento multisistemico.   Malattie caratteristiche sono la febbre gialla ed il dengue emorragico.

Questa divisione è scolastica in quanto si possono avere anche sovrapposizioni, ad esempio la dengue può dare sia la sindrome 1 che la 4.

## Diagnosi
Nella pratica è essenziale la diagnosi sierologica di conferma.

## Profilassi
La principale prevenzione consiste nell'usare repellenti per insetti e vestiti protettivi.